# Raión de Kapyl
Kapyl (en bielorruso: Капыльскі раён) es un raión o distrito de Bielorrusia, en la provincia (óblast) de Minsk. 
Comprende una superficie de 1 604 km².
El centro administrativo es la ciudad de Kapyl.

## Demografía
Según estimación 2010 contaba con una población total de 32 818 habitantes.

## Subdivisiones
Comprende la ciudad subdistrital de Kapyl y los siguientes diez consejos rurales:
- Babounia
- Bléuchytsy (con capital en Býstrytsa)
- Buchátsina
- Hrózava (con capital en Kamsamóskaya)
- Nóvyya Dóktaravichy
- Kapyl
- Patseiki
- Sémezhava
- Slabadá-Kúchynka
- Tsímkavichy